# 埃尔齐亚人
埃尔齐亚人是芬兰-乌戈尔人中伏尔加芬兰人的一支。他们的母语为埃尔齐亚语。他们与说莫克沙语的莫克沙人被外族统称为莫尔多瓦人，尽管他们认为是两个分开的民族。俄罗斯境内埃尔齐亚人的总数大约为56万，其中约三分之一居住在莫尔多瓦共和国，其他则居住在他们的传统区域之外。前苏联的其他地区也有一些莫尔多瓦人。

## 人口数量
由于苏联及俄罗斯把埃尔齐亚人和莫克沙人统称为莫尔多瓦人，在人口普查中没有区分开来。在2002年俄罗斯人口普查中，有843350名莫尔多瓦人。有学者调查研究后认为莫尔多瓦人中大约三分之二为埃尔齐亚人，三分之一为莫克沙人。由此推算，埃尔齐亚人的数量大约为56万人。但并非所有的埃尔齐亚人都能流利地说埃尔齐亚语，2002年的人口普查中，只有59.5%的莫尔多瓦人声称他们的母语是埃尔齐亚语或莫克沙语。